# Pleasant Valley Township (comté de Fayette, Iowa)
Pleasant Valley Township est un township, du comté de Fayette en Iowa, aux États-Unis,. 